# Künten
Künten es una comuna suiza del cantón de Argovia, situada en el distrito de Baden. Limita al norte con la comuna de Remetschwil, al este con Bellikon, al sur con Eggenwil y Fischbach-Göslikon, al oeste con Niederwil, y al noroeste con Stetten.

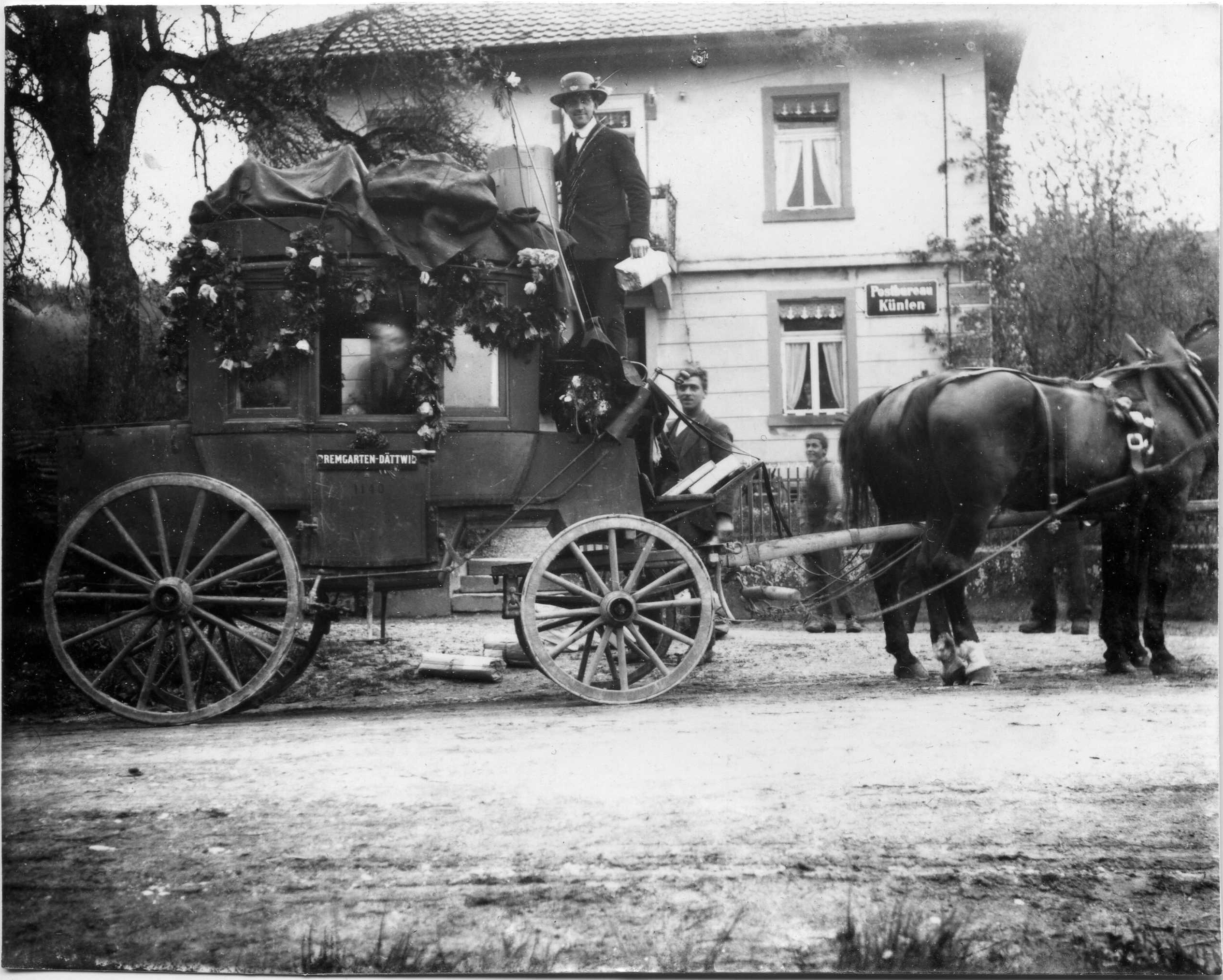
Antigua oficina de correos de Künten. Foto del último servicio prestado por la diligencia en 1924.